# Bathypalaemonetes chani
Bathypalaemonetes chani is een garnalensoort uit de familie van de Bathypalaemonellidae. De wetenschappelijke naam van de soort is voor het eerst geldig gepubliceerd in 2004 door Cleva.